# Monrovia Club Breweries
Die Monrovia Club Breweries ist ein liberianischer Fußballverein. Beheimatet ist der Verein in der Hauptstadt Monrovia. Aktuell spielt der Klub in der ersten Liga des Landes, der First Division.

## Erfolge
- Liberianischer Pokalsieger: 1994, 2016, 2021
- Liberianischer Supercup: 2016

## Stadion
Der Verein trägt seine Heimspiele im Antoinette Tubman Stadium in Monrovia aus. Das Stadion hat ein Fassungsvermögen von 10.000 Personen. Eigentümer der Sportanlage ist die Liberia Football Association.

## Trainerchronik
Stand: Juni 2022
| Trainer         | Nation  | von         | bis |
| --------------- | ------- | ----------- | --- |
| Francis Sarploh | Liberia | Januar 2017 |     |